# Takapuna Association Football Club
Maillots
Actualités
Le Takapuna Association Football Club, plus couramment abrégé en Takapuna AFC, est un club néo-zélandais de football fondé en 1964 et basé à Takapuna, une banlieue d'Auckland.
Il participe actuellement à la NZNL, plus haut niveau du football néo-zélandais, dans la Northern League.

## Histoire
Le club est fondé en 1964, avec seulement une équipe junior. En 1967, une équipe senior est créée. En 1971, il gagne la  Northern league first division pour sa première participation à ce niveau. Il accède au plus haut niveau (New Zealand National Soccer League) en 1981 mais est relégué à la fin de la saison.